# 程安琪
程安琪（1952年—），台灣廚師、演員，是烹飪節目製作人及主持人傅培梅的大女兒，中國文化大學戲劇學系畢業，曾出版多本烹飪相關的著作。早年為電視劇演員，曾參與華視連續劇《保鑣》（1974年）、《包青天》（1974年版）的演出。程安琪在《保鑣》中飾演一位任性驕縱的女人「趙夢嬌」，因收到入戲甚深觀眾寄來的冥紙，以致傅培梅從此不許程安琪再去演戲；程安琪便與傅培梅一同主持台視《傅培梅時間》，直到傅培梅病逝。

## 戲劇
- 華視《保鑣》（1974年）：飾演趙夢嬌
- 華視《包青天》（1974年）

## 著作
- 《培梅家常菜》
- 《精緻家常菜》
- 《DIY經濟型美食宴》
- 《DIY家庭型美食宴》
- 《美味臺菜：古早味與現代風》
- 《名家廚房典藏菜》
- 《輕鬆上菜》
- 《好菜上桌》
- 《吃出美味百分百》
- 《現代好菜百分百》
- 《創意家常菜》
- 《培梅麵、飯、點心》
- 《培梅創意家常菜》

## 電視廣告
- 台糖手工水餃（2012年）
- 台糖快熟手工水餃（2013年）
- 台糖手工水餃－韓式泡菜口味（2016年）

## 外部連結
- 程安琪的Facebook專頁（繁體中文）
- 《張老師月刊》426期‧〈情感，母親傳授給程安琪的廚藝〉 （页面存档备份，存于）
- 《蘋果日報》‧〈名人傳家飽10之10 程安琪 棄影從廚的糖醋魚〉 （页面存档备份，存于）